# Héctor Guerrero Córdova
Héctor Guerrero Córdova SDB (ur. 14 września 1941 w mieście Meksyk) – meksykański duchowny rzymskokatolicki, w latach 2007–2018 prałat terytorialny Mixes.

## Życiorys
Święcenia kapłańskie przyjął 28 grudnia 1968 w zgromadzeniu salezjanów. Pracował głównie jako dyrektor meksykańskich placówek zakonnych. W 1997 został wikariuszem północnomeksykańskiej inspektorii zakonu, zaś trzy lata później został jej przełożonym.
3 marca 2007 został mianowany prałatem terytorialnym Mixes. Sakry biskupiej udzielił mu 28 kwietnia 2007 abp José Luis Chávez Botello. 13 czerwca 2018 przeszedł na emeryturę.